# サンパウロ美術館
サンパウロ美術館 (ポルトガル語: Museu de Arte de São Paulo) は、ブラジルのサンパウロにある、南半球屈指の美術館である。略称は各単語の頭文字を取って『MASP』（マスピ）と呼ばれている。
サンパウロ美術館は、中世から現代に至る各時代の西洋美術の名品を数多く収蔵している。
アメリカ合衆国およびヨーロッパの美術館以外で、これほど質が高くまとまった西洋美術のコレクションを持つ美術館は他になく、そのために「奇跡の美術館」と称されている。
1947年に設立されたこの美術館は、正式名称をMuseu de Arte de São Paulo Assis Chateaubriand（サンパウロ・アシス・シャトーブリアン美術館）という。 アシス・シャトーブリアン （1891－1968）はブラジルの新聞王と呼ばれた実業家で、彼の美術コレクションは第二次世界大戦前後のごく短い期間に集中的に形成された。ヨーロッパでは、戦前の不況や戦後の混乱の時代に美術品を手放すコレクターが多かったため、短期間に一流の作品を多く集めることができたといわれている。収蔵作品は、中世からルネサンス、バロック、ロココ、印象派、現代まで、地域的にはイタリア、フランス、オランダ、フランドル、スペイン、イギリスなど、各時代各地域の美術史が一通りたどれるような質・量のものが集められている。現在の建物は1969年に完成したもので、4本の柱によって支えられる高床式建築である。展示室は柱や仕切り壁のない広大な空間で、作品は壁に掛けるのではなく、強化ガラスに入れて展示されている。
美術館はパウリスタ通り(Av. Paulista)にあり、アクセスはサンパウロ地下鉄の「Trianon-MASP」（トリアノン・マスピ）駅至近にある。

## 主な収蔵品
- ティントレット『この人を見よ』（1540年代）
- エル・グレコ『受胎告知』（1610－1615年頃）
- ピエール＝オーギュスト・ルノワール『浴女とグリフォンテリア』（1870年）
- アメデオ・モディリアーニ『ズボロフスキーの肖像』（1919年）

## ギャラリー

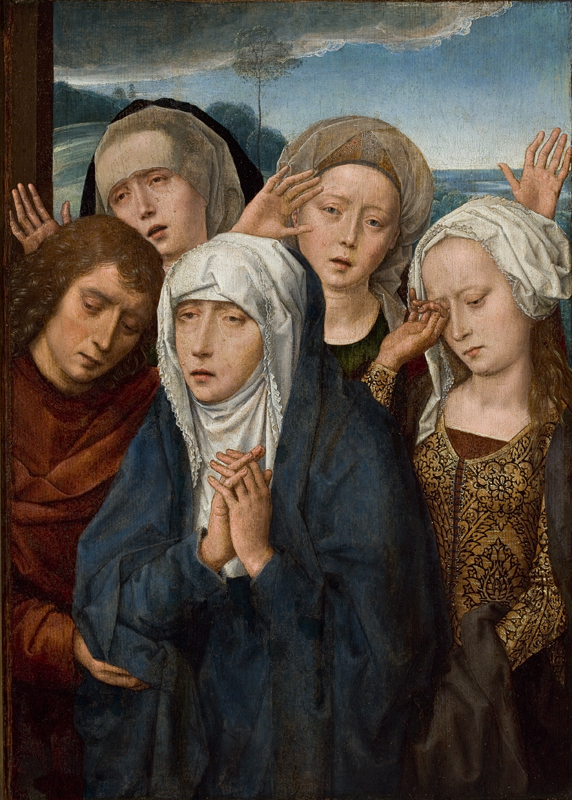
ハンス・メムリンク (ドイツ, 1435-1494) The mourning Virgem with St. John the Baptist and the pious women of Galilee, 1485/90.
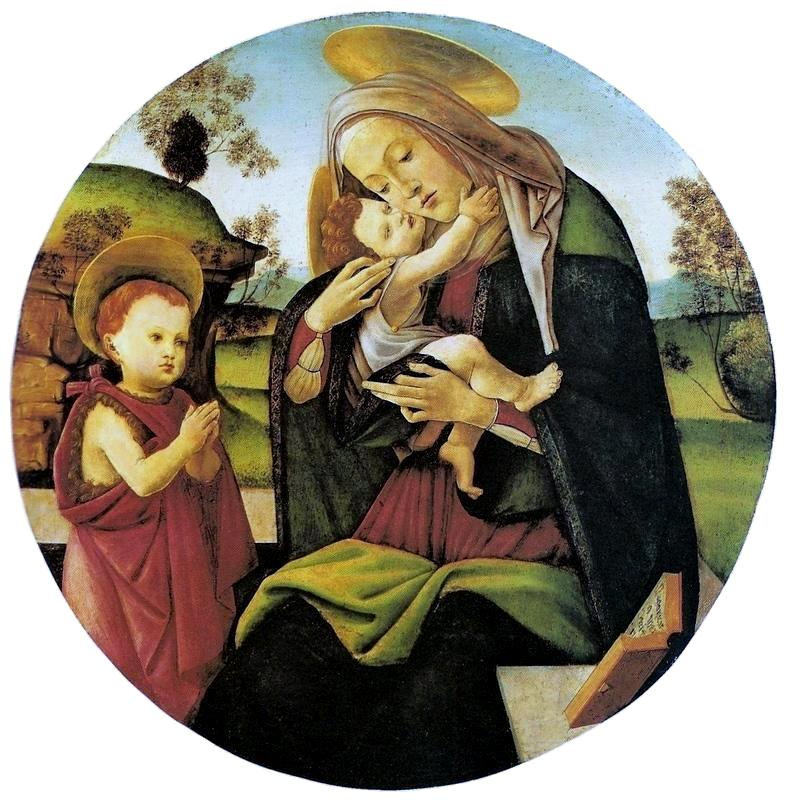
サンドロ・ボッティチェッリと工房『聖母子と幼児聖ヨハネ』1490年-1500年頃
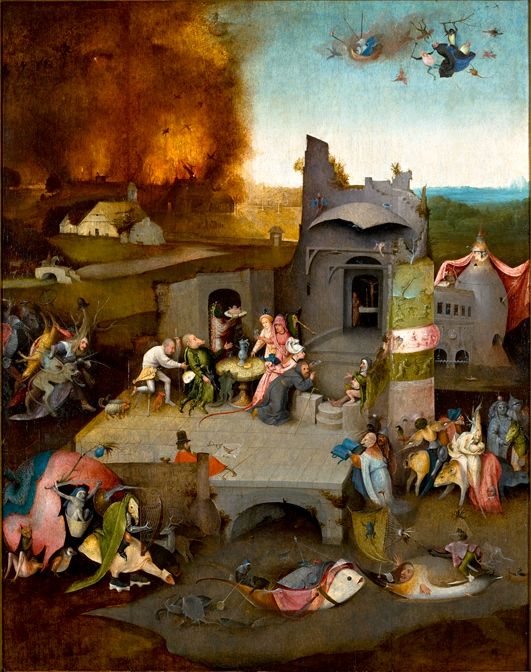
ヒエロニムス・ボス (1450-1516). The Temptation of Saint Anthony, c. 1500.
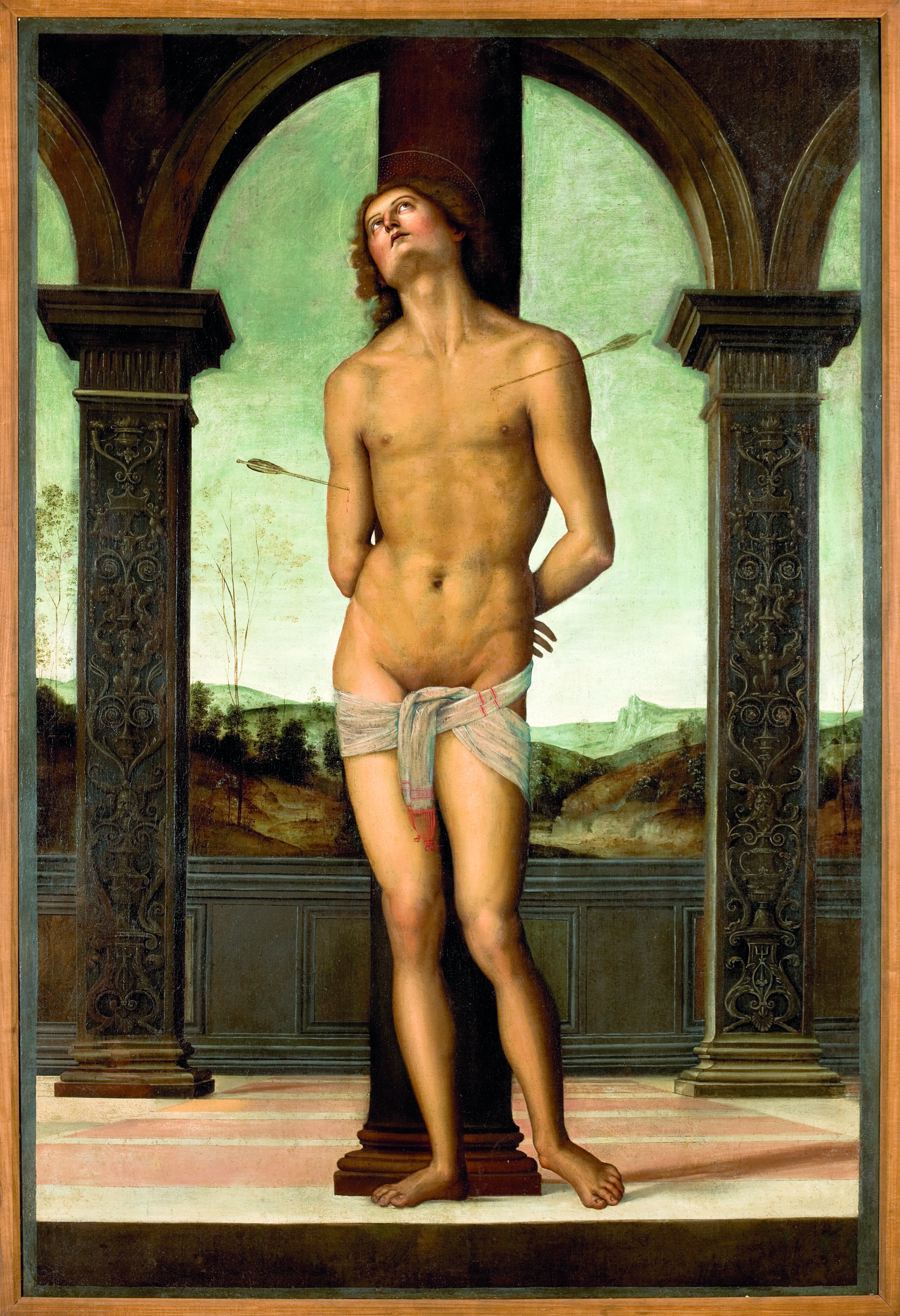
ペルジーノ (イタリア, 1447/49-1523) St. Sebastian bound to a column, c.1500/10.
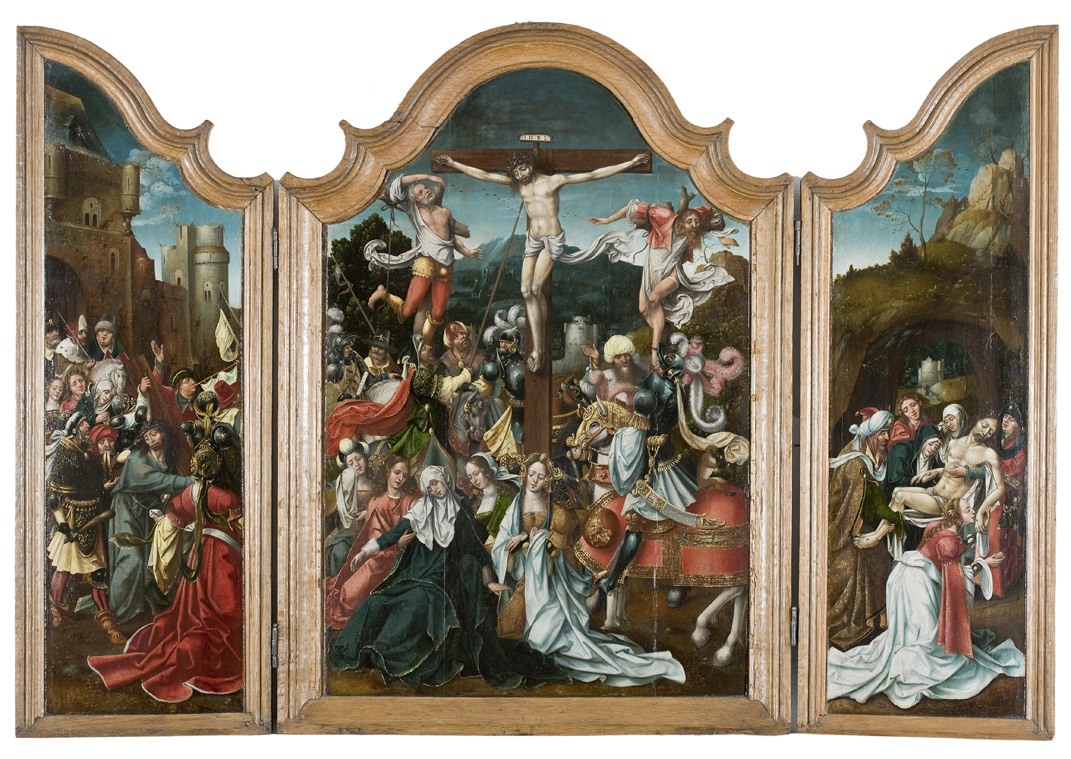
Jan van Dornicke (1470-1527). The Crucifixion Triptych, c. 1517.
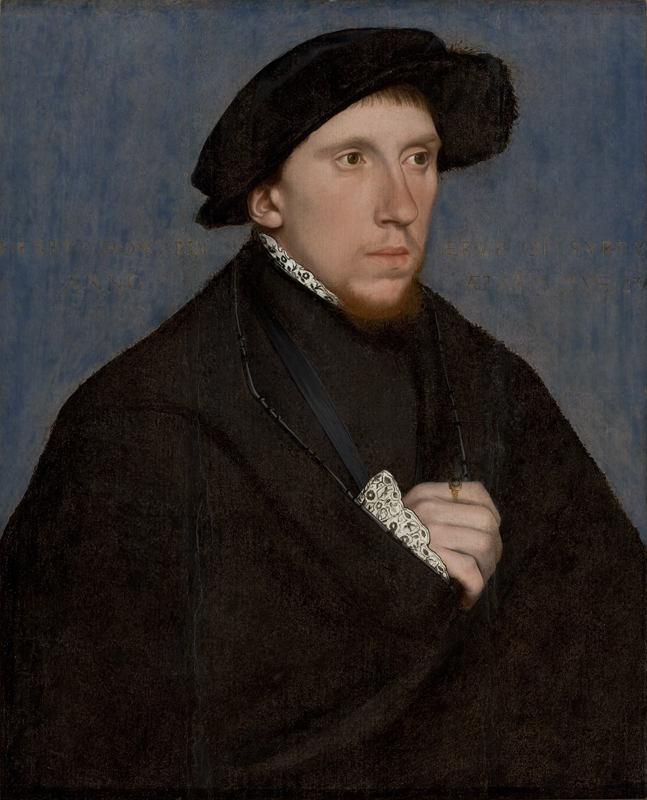
ハンス・ホルバイン (ドイツ, 1497-1543) The poet Henry Howard, Count of Surrey, c. 1542.
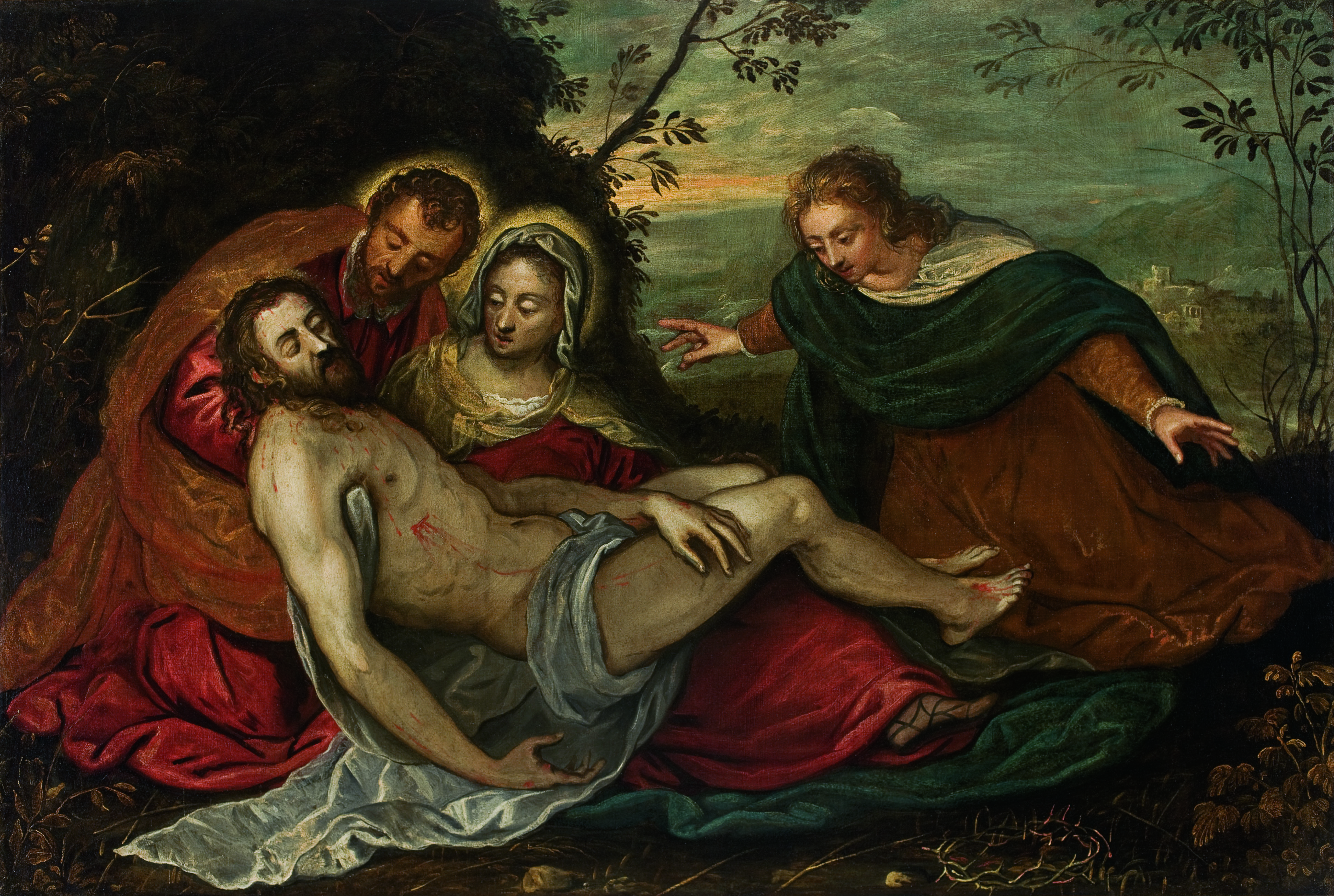
ティントレット (イタリア, 1518-1594) Pietà, 1560/65.
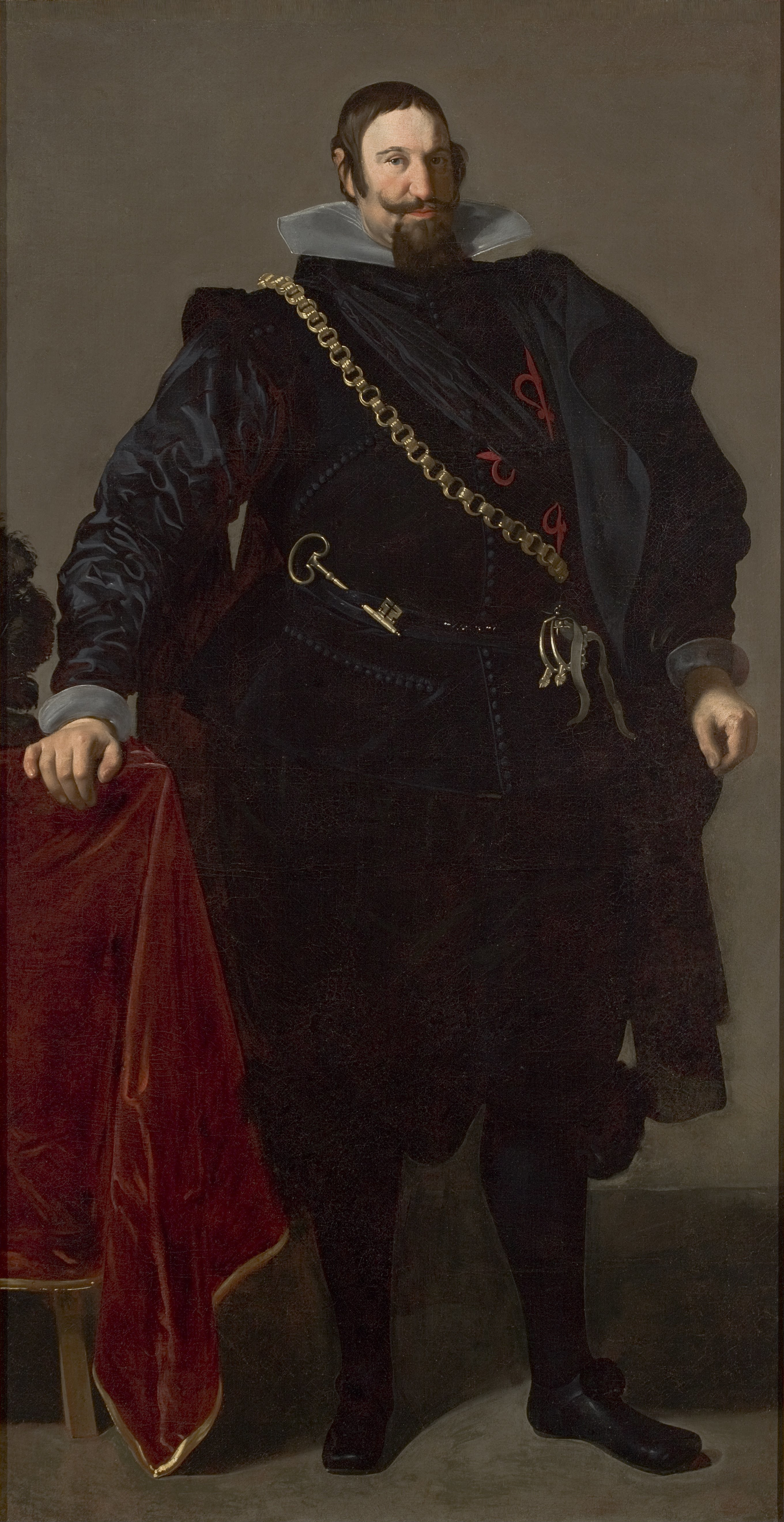
ディエゴ・ベラスケス (スペイン, 1599-1660) Portrait of the Count-Duke of Olivares, 1624.
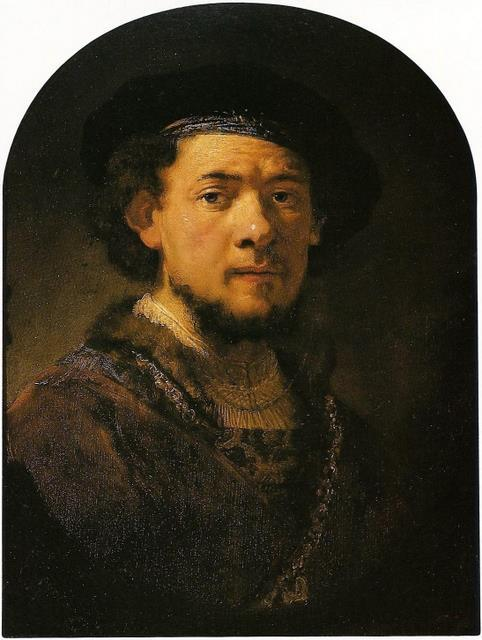
レンブラント・ファン・レイン『金のネックレスをつけた若い男の肖像』1635年頃
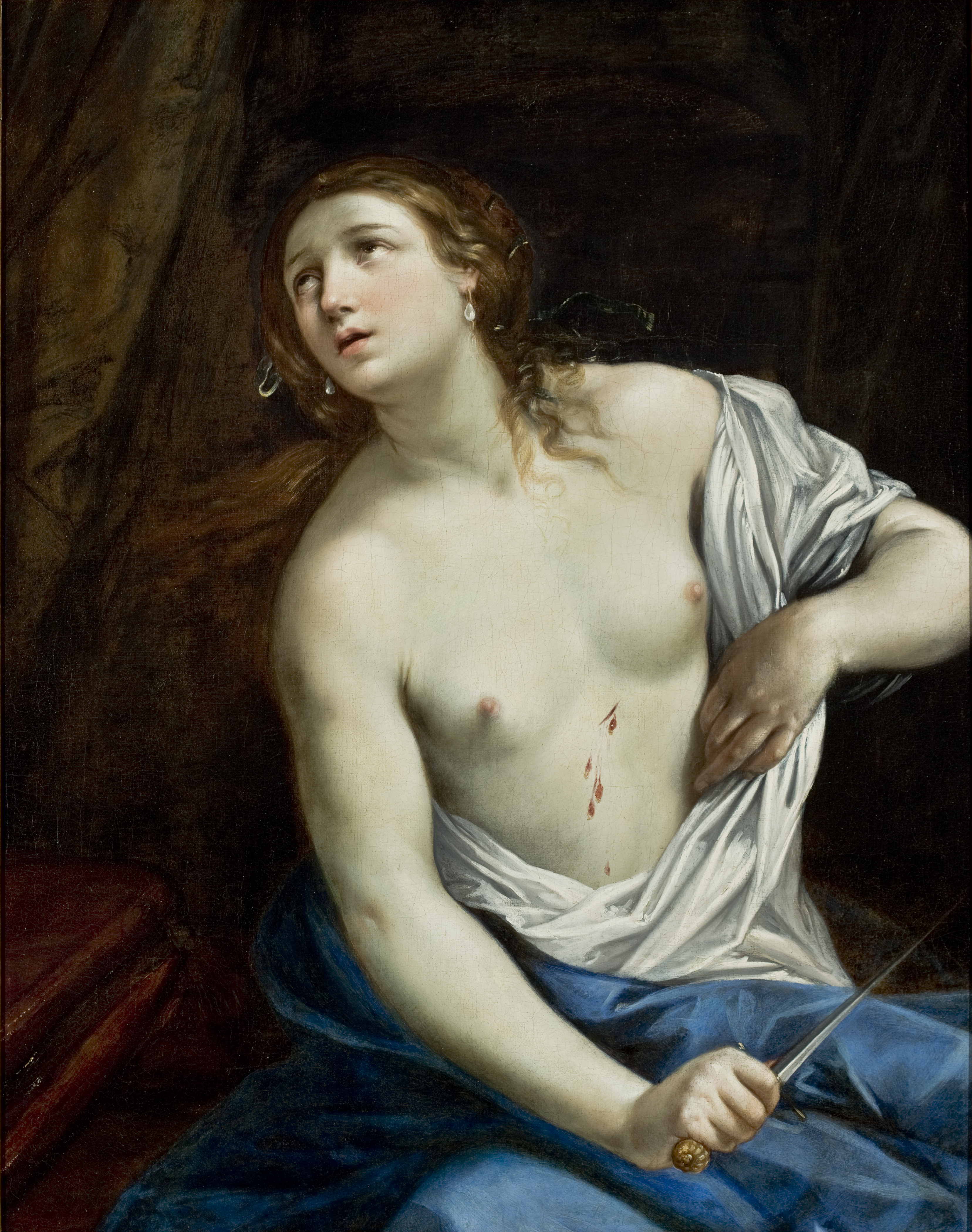
グイド・レーニ (1575-1642). The Suicide of Lucretia, 1625-40.
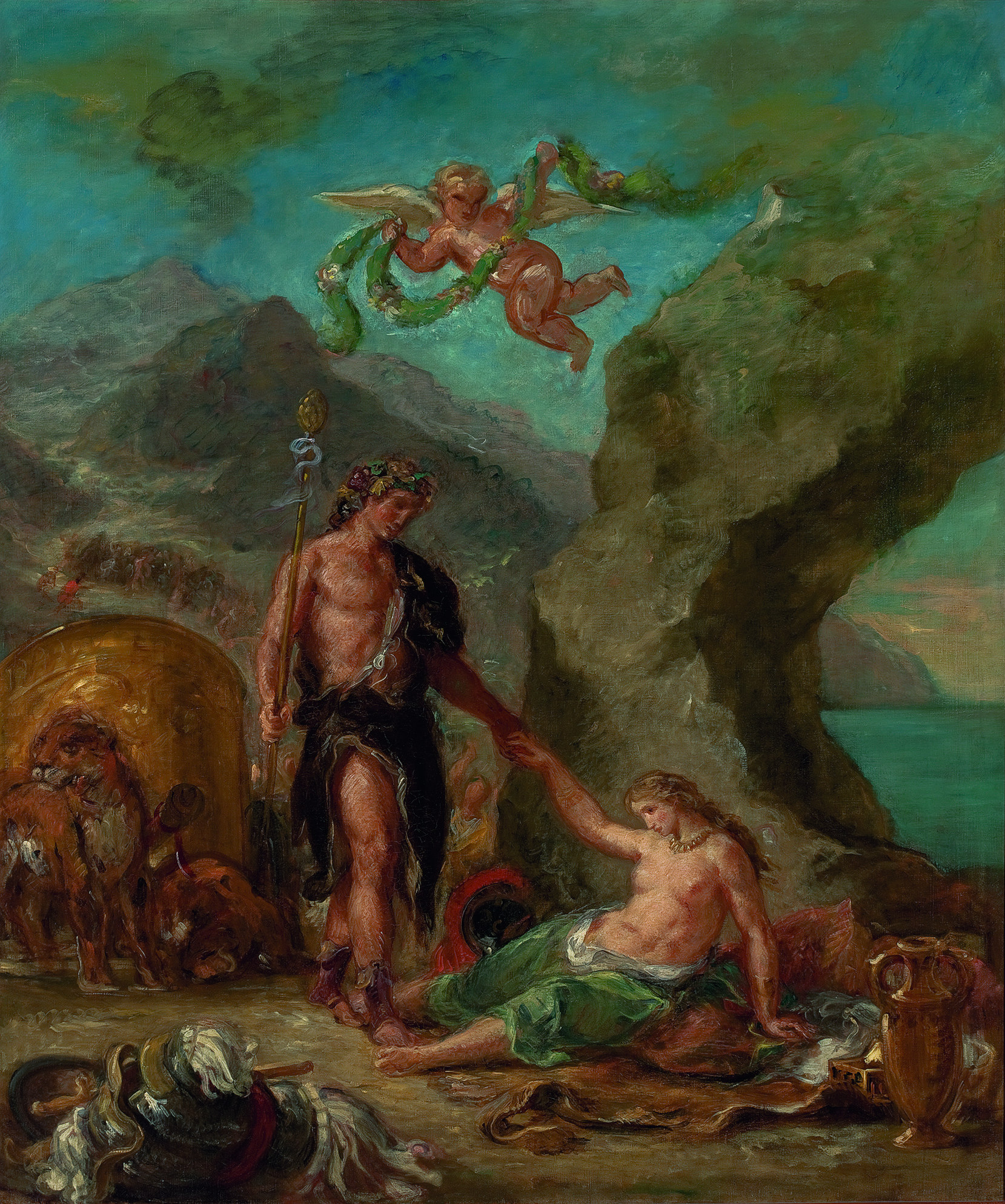
ウジェーヌ・ドラクロワ (フランス, 1798-1863) The autumn - Bacchus and Ariadne, 1856/63.
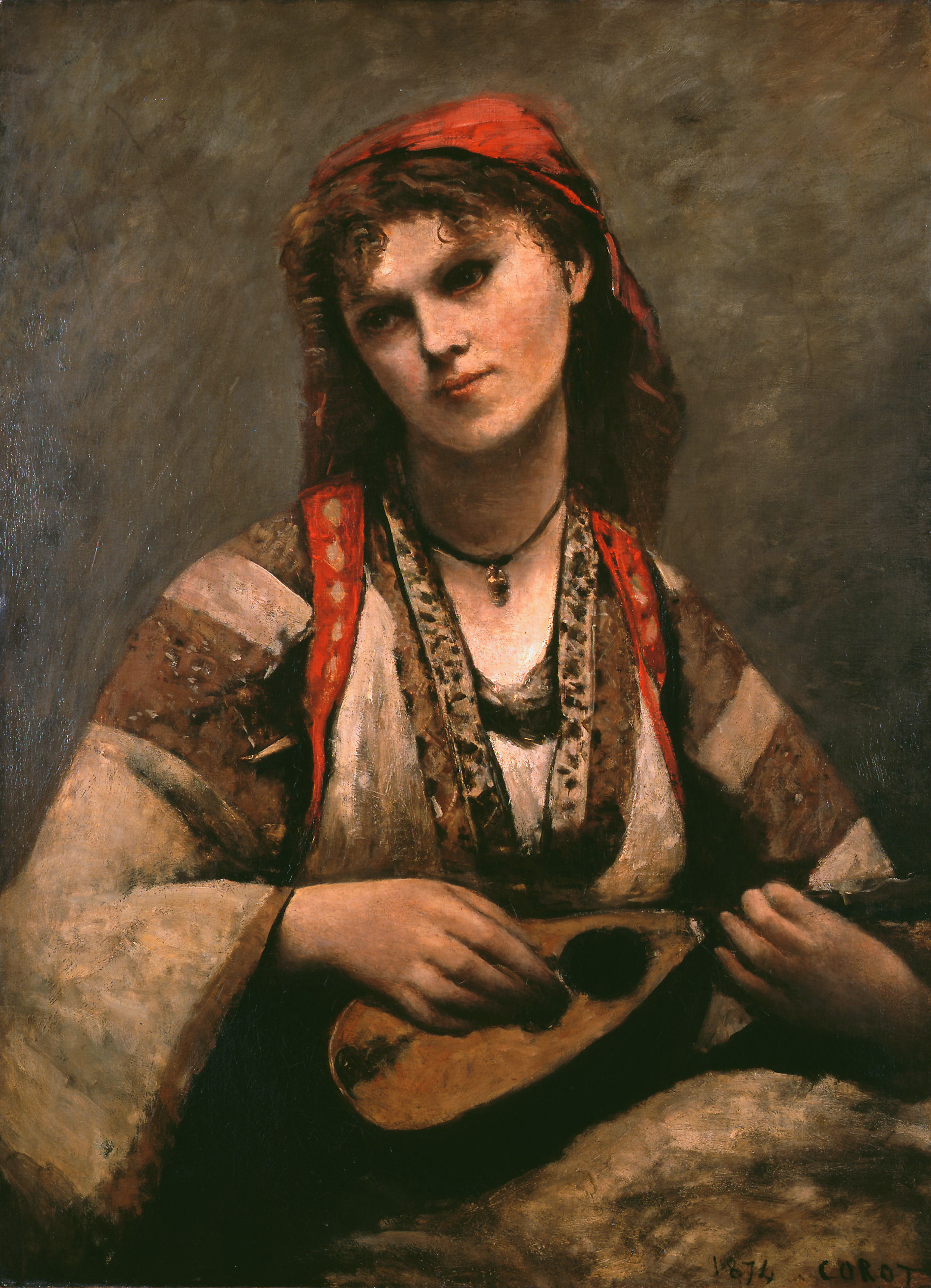
ジャン＝バティスト・カミーユ・コロー (フランス, 1796-1875) Gypsy Girl with a mandolin, 1874.
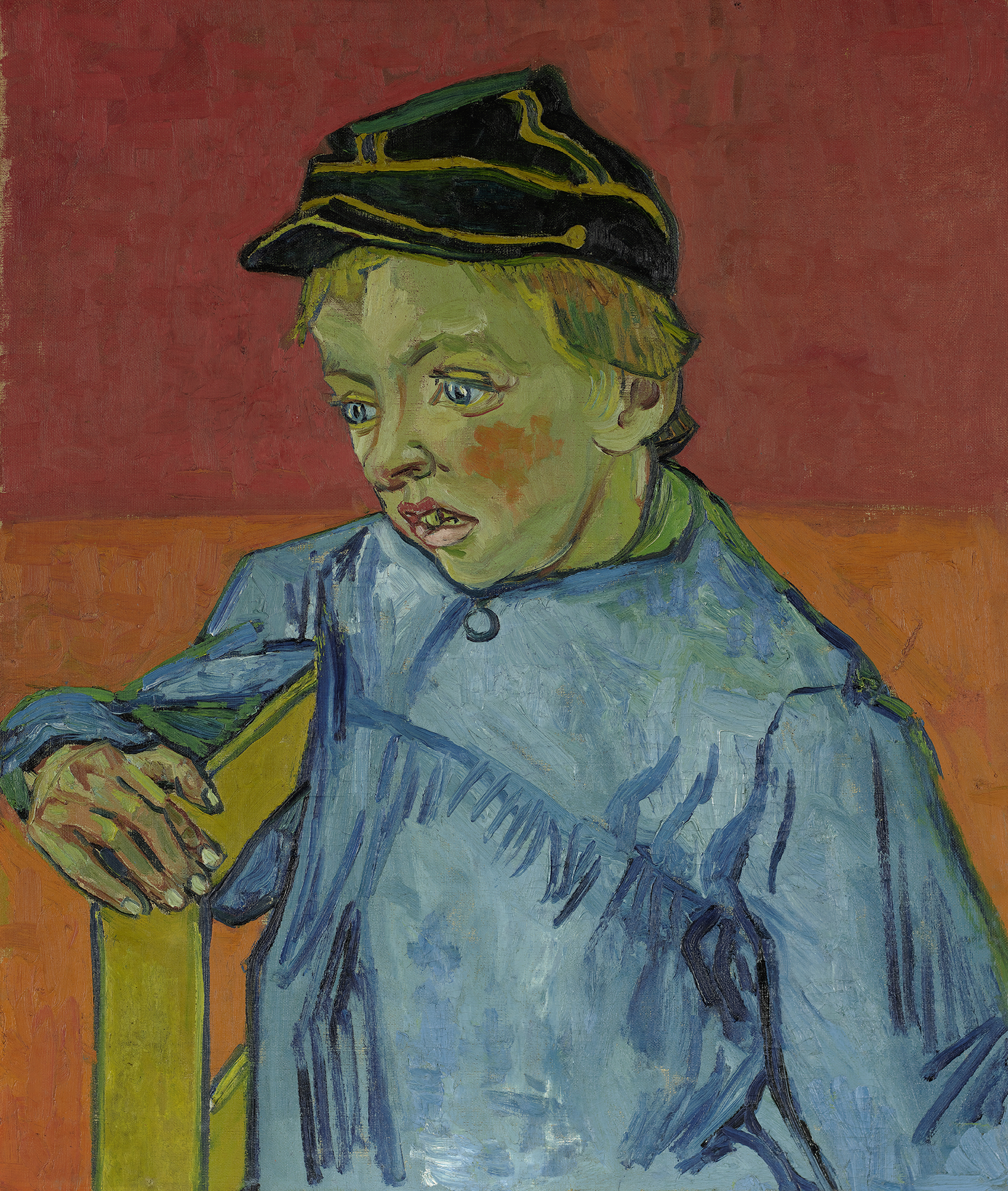
フィンセント・ファン・ゴッホ (オランダ, 1853-1890) The Student, 1888.
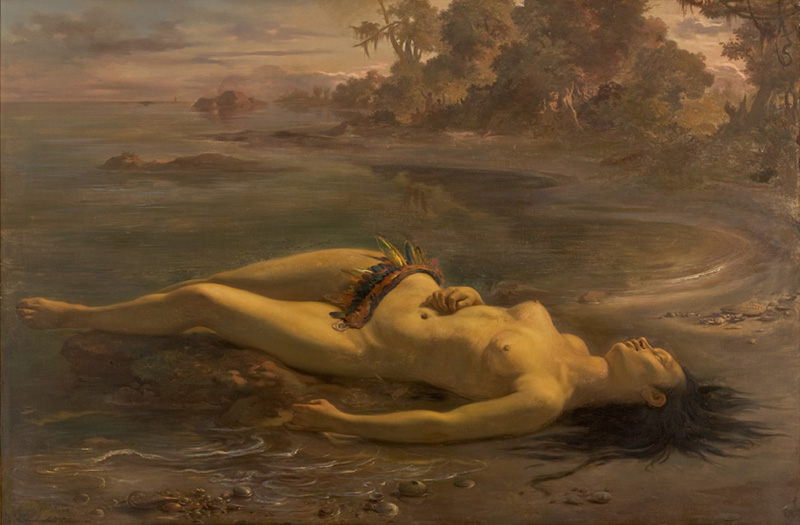
ビクトル・メレーレス (1832-1903). Moema, 1866.